# Heiðar Helguson
Heiðar Helguson (født 22. august 1977 i Dalvík, Island) er en islandsk tidligere fodboldspiller (angriber).
Helguson er bedst husket for en lang karriere i engelsk fodbold. Her spillede han i hele 14 sæsoner, og repræsenterede blandt andet Watford, Fulham, Queens Park Rangers og Cardiff. Han havde også et to-årigt ophold i Norge hos Lillestrøm.
Helguson spillede, over en periode på 12 år, 55 kampe for Islands landshold, hvori han scorede 12 mål.